# 阿部正身
阿部 正身（あべ まさちか）は、上総佐貫藩の第7代藩主。佐貫藩阿部家8代。
文政元年（1818年）11月23日、石見津和野藩主亀井茲尚の四男として江戸で生まれる。天保6年（1835年）6月に佐貫藩の第6代藩主阿部正暠の養子となる。天保7年（1836年）3月23日に正暠が隠居したため家督を継ぎ、12月に従五位下・駿河守に叙位・任官する。
日光祭礼奉行や田安門番などを歴任した。嘉永7年（1854年）閏7月25日、家督を長男の正恒に譲って隠居する。元治元年（1864年）7月に菊山と号した。
慶応4年（1868年）の戊辰戦争で正恒が旧幕府軍に協力したため、新政府より謹慎を命じられた。7月11日に上総天羽郡花ヶ谷村の円龍寺で死去した。享年51。

## 系譜
父母
- 亀井茲尚（実父）
- 阿部明子、梅心院 ー 阿部正識の娘（実母）
- 阿部正暠（養父）

側室
- 服部氏

子女
- 阿部正恒（長男）生母は服部氏（側室）